# Aschitus neoacanthococci
Aschitus neoacanthococci är en stekelart som beskrevs av Svetlana N. Myartseva 1979. Aschitus neoacanthococci ingår i släktet Aschitus och familjen sköldlussteklar.
Artens utbredningsområde är Turkmenistan. Inga underarter finns listade.